# Louis Wiener
Friedrich Ludwig Alexander Wiener (* 5. April 1781 in Darmstadt; † 13. März 1842 ebenda) war ein hessischer Gastwirt, Politiker und Abgeordneter der 2. Kammer der Landstände des Großherzogtums Hessen.
Philipp Wiener war der Sohn des Gastwirts („Zur Krone“ in Darmstadt) Ernst Gottlieb Christian Wiener und dessen Ehefrau Friederike Elisabeth, geborene Seidel. Wiener, der evangelischen Glaubens war, war Gastwirts „Darmstädter Hof“ in Darmstadt. Er heiratete 1808 in erster Ehe Catharina Friederike geborene Reichert (1790–1820). In zweiter Ehe heiratete er 1820 Juliane geborene Schneider (1796–1880), die Tochter des Amtmanns Philipp Heinrich Christoph Schneider.
Von 1823 bis 1824 gehörte er der Zweiten Kammer der Landstände an. Er wurde für den Wahlbezirk der Stadt Darmstadt gewählt.